# Ligurija
Ligurija (italijansko Liguria, izgovorjava [ligùria]) je ena od dvajsetih dežel, ki sestavljajo Italijo. Ima dober milijon in pol prebivalcev in meri 5.422 km2. Na severu meji na deželi Piemont in Emilija - Romanja, na zahodu na Francijo (Provansa-Alpe-Azurna obala), na jugu na Ligursko morje in na vzhodu na Toskano. Deli se na štiri pokrajine: Genova (67 občin), Imperia (67 občin), La Spezia (32 občin) in Savona (69 občin). K Liguriji spadajo tudi majhni otoki: Palmaria, Tino, Tinetto, Bergeggi in Gallinara.
Glavno in daleč največje mesto je Genova, sledijo La Spezia (ok. 100.000) ter Savona in Sanremo z okoli 60.000 prebivalci.

## Zemljepisna lega in podnebje
Dežela leži na obali Ligurskega morja, ki je severni del Sredozemlja zahodno od Apeninskega polotoka. V notranjost sega do pobočij Alp in Apeninov, na vzhodu pa zajema del Padske nižine. Zaradi občutnih morfoloških in podnebnih razlik se Ligurija deli v dve geografski pokrajini ob Ligurskem morju, imenovani Vzhodna obala/Primorje (Riviera di Levante /ligursko Rivëa de Levante) in Zahodna obala/Primorje (Riviera di ponente / ligursko Rivëa de Punènte), ki se nadaljuje s francosko Azurno obalo, približno na sredini med njima pa leži glavno mesto Genova, pokateri je poimenovan tudi Genovski zaliv, ob katerem leži skoraj celotna ligurska obala. Vzhodno Primorje z visoko skalnato obalo je zaključek Apeninov, medtem ko zavzema Zahodno Primorje skrajne obronke Alp, ki se spuščajo v morje s precej položno, včasih peščeno obalo. Nižavje med Alpami in Apenini, ki sega v Ligurijo na severovzhodu, je začetni del obširne Padske nižine in predstavlja 28 % deželne površine.
Krivuljast obokan podaljšek gre od Ventimiglie do La Spezie. Od tega je 3524 km² goratih (65 % površine) in 892 km² hribovitih (35 %). Naravni rezervati Ligurije pokrivajo 12 % površine dežele ali 600 km². Sestavljajo jih: en narodni rezervat, šest velikih parkov, dva manjša parka in trije naravni rezervati.
Kontinentalni pas je zelo ozek in tako strm, da se skoraj takoj spusti v precejšnje globine vzdolž 350-kilometrske obale. Razen rtov pri Porto Venere in Portofinu obala na splošno ni zelo razgibana in je pogosto visoka. Ob izlivih največjih vodotokov so majhne plaže, globokih zalivov in naravnih pristanišč pa ni, razen v Genovi in La Spezii.
Ta geografska raznolikost in skoraj zaključen obroč gorovja, ki omejuje deželo na severu, močno vplivata predvsem na njeno podnebje, posredno pa tudi na gospodarstvo. Tako je v Vzhodnem Primorju povprečna letna temperatura zelo ugodna, saj ponekod razmah ne presega 15 ° C (januarja 9-10 ° C, julija 24 ° C), kar je za to zemljepisno širino (44. severni vzporednik) prava redkost. Proti notranjosti dežele je podnebje bolj celinsko, kar je razvidno predvsem v sorazmerno nizkih nočnih temperaturah.

## Zgodovina
Izkopanine pričajo, da je tod bival že neandertalec, a po zgodovinskih podatkih so bili prvi stalni prebivalci dežele Liguri, ki so v 2. tisočletju pr. n. št. poselili vso današnjo severno Italijo in južno Francijo. Pozneje so jih izpodrinili Kelti, Feničani in Grki, predvsem pa Kartažani v 4. st. pr. n. št. Po punskih vojnah so deželi vladali Rimljani.
Najvažnejše obdobje dežele je srednji vek (med 13. in 14. stoletjem), ko so najprej Langobardi in nato Bizantinci odrezali od severnih področij ozemlje med Apenini in morjem in s tem usmerili Genovo na izključno pomorski razvoj. Spopadi z Arabci so bili za mesto in njegovo podeželje začetek kulturnega in gospodarskega razvoja, ki je spremenil zakotno mestece v enega od središč krščanske Evrope. Križarske vojne so uveljavile ugled Genove kot pomorske sile in jo obogatile. V kratkem je Genovska republika, ki je zavzemala ozemlje današnje Ligurije, postala kolonijalna velesila v Sredozemlju in Črnem morju. Genovski bankirji so kmalu poselili Iberski polotok in ga praktično posvojili. Ni šlo za oboroženo zavojevanje, temveč za ekonomsko širjenje. Pregovor iz tiste dobe pravi, da se srebro rodi v Ameriki, blesti v Seviliji in se zakoplje v Genovi. Dejansko je bila Genovska republika politično nesposobna, a finančno dovolj spretna, da je posredno upravljala veliki Španski imperij, s čigar zatonom je tudi sama propadla. Propadanje je bilo počasno in se je zaključilo z Napoleonovo zmago (1797) in leta 1814 z dodelitvijo dežele Savojcem. Ligurija je edina italijanska dežela poleg Sardinije, ki se ni nikoli z volitvami opredelila za Savojce ali za Italijo. Avtohtoni jezik oz. narečje je frankoitalska Ligurščina, ki sega deloma tudi preko meja dežele, na zahodu tudi čez francosko mejo na Azurno obalo (mesto Menton), vključno s Kneževino Monako, v kateri je avtohton jezik.
Ligurija je tretja najmanjša italijanska dežela (za Aosto in Molizejem), zato obstajajo predlogi glede možnosti združitve z deželo Piemont oz. upravna ureditev, podobna deželi Trentino - Alto Adige.

## Administrativne enote
Ligurija je razdeljena na štiri pokrajine:
| Pokrajina                    | Površina (km2) | Prebivalstvo | Gostota/km2) |
| ---------------------------- | -------------- | ------------ | ------------ |
| Metropolitansko mesto Genova | 1.838          | 884.945      | 481,5        |
| Imperia (pokrajina)          | 1.156          | 220.217      | 190,5        |
| La Spezia (pokrajina)        | 881            | 222.602      | 252,7        |
| Savona (pokrajina)           | 1.545          | 265.194      | 185,2        |

## Gospodarstvo
V  Liguriji je skoraj 70 % površine pokrite z gozdovi, predvsem bukovimi in iglastimi, na obali z makijo, kar pa nima posebnega vpliva na gospodarstvo. Sploh je kmetijstvo malo razvito, omembe vredno je le vinogradništvo ter gojenje oljk in sadnega drevja. Zahodno Primorje slovi po pridelovanju cvetja (vrtnice in nageljni), ki pokriva kar 4000 ha površine. Vse gospodarstvo je v veliki meri odvisno od velikih pristanišč v Genovi, La Spezii in Savoni, kjer je razvita pomorska trgovina, ladjedelništvo in turizem. Prisotnost pristaniških uslug je odločilno vplivala tudi na nastanek in razvoj kovinske, kemične, petrokemične in strojne industrije.